# El Jones
El Jones, née en 1979, est une professeure, écrivaine, poétesse, journaliste et activiste canadienne,,.

## Biographie
El Jones naît à Cardiff, au Pays de Galles, mais grandit à Winnipeg, au Manitoba. Elle obtient un baccalauréat en études cinématographiques et une maîtrise de l'Université du Manitoba, puis poursuit ses études à l'Université Queen's pour son doctorat,,.
El Jones est reconnue pour s'impliquer auprès de la communauté africaine de la Nouvelle-Écosse. Elle donne également beaucoup de son temps aux femmes à la Nova Institution, une prison située à Truro, en Nouvelle-Écosse, dans le cadre de son projet Notes from Prison, qui consiste à leur faire écrire de la poésie. Elle est aussi la cofondatrice de Black Power Hour, une émission de radio en direct sur les ondes de CKDU qui lui permet, depuis 2016, de recevoir les femmes de la Nova Institution et de les inviter à partager leurs créations ou d'aborder des problèmes sociaux ou politiques,,.
Elle performe pour la première fois en public à l'occasion de l'événement Word Is Bond Spoken Word Artistic Collective, créé en 2001 par des étudiants de l'Université Dhalousie. Sa performance et son leadership sont remarqués et elle devient directrice artistique de Word Iz Bond, en plus de collaborer aux quotidiens Huffington Post Canada et Halifax Examiner,,. Elle continue de participer et de performer à plusieurs événements de poésie aux États-Unis, dans les Caraïbes et au Canada, dont When Sisters Speak, à Toronto,,.
En 2012, Jones est sponsorisée par le Patrimoine canadien afin de participer à une tournée de lectures à travers la Nouvelle-Écosse, accompagnée de George Elliott Clarke.
Son premier recueil de poèmes, Live from the Afrikan resistance !, publié en 2014, s'intéresse à la question des genres et à la culture africaine de la Nouvelle-Écosse,. Certains des poèmes de son recueil ont été récités dans le cadre d'une manifestation du mouvement de protestation Black Lives Matter, dans lequel elle s'implique activement. Ses nombreuses implications et performances illustrent l'importance qu'elle accorde aux personnes marginalisées qui luttent quotidiennement contre l'oppression, le racisme, le sexisme, la discrimination et la colonisation. C'est pourquoi, en 2021, elle récite son poème « In (Still Not) Freedom: An Emancipation Day Poem », dans lequel elle relate l'histoire de l'esclavage dans sa province à l'occasion du Jour de l'émancipation. De plus, dans un poème intitulé  « Dear Benedict », elle demande réparation à l'acteur Benedict Cumberbatch, puisque sa grand-mère était l'esclave de la famille Cumberbatch.
De 2017 à 2019, elle tient le rôle de Nancy Rowell Jackman Chair in Women's Studies à l'Université Mount Saint-Vincent, où elle donne des cours,. Elle vit à Halifax, en Nouvelle-Écosse, où elle enseigne aussi au Collège communautaire de la Nouvelle-Écosse ainsi qu'à l'Université Acadia.
En 2022, elle s'implique dans le mouvement Feminist Resistance Against War, qui condamne les décisions de Vladimir Poutine face au conflit qui oppose la Russie à l'Ukraine. Le projet souhaite répondre à l'appel lancé par les groupes féministes russes qui s'opposent à la guerre.

## Œuvres

### Poésie
- Live from the Afrikan resistance !, Winnipeg, Roseway Publishing, 2014, 130 p.  (ISBN 9781552666784 et 1552666786).

## Prix et honneurs
- 2007 : championne nationale de slam au Canadian Festival of the Spoken Word[3]
- 2008 : championne nationale de slam au Canadian Festival of the Spoken Word[3]
- 2013-2015 : lauréate du Prix Halifax's Poet[10]
- 2015 : membre du programme d'écriture de l'Université de l'Iowa[3]
- 2015 : nommée poète d'honneur au Canadian Festival of the Spoken Word[18]
- 2016 : lauréate du Prix des droits humains Burnley "Rocky" Jones pour son implication dans sa communauté[7]
- 2018 : lauréate du Atlantic Journalism Award[2]
- 2019 : lauréate du Atlantic Journalism Award[19]
- 2021 : poète en résidence à l'Université de Toronto à Scarborough[19]